# Sangiran
Sangiran – stanowisko paleoantropologiczne na Jawie (prowincja Jawa Środkowa), jedno z najbardziej znaczących stanowisk skamieniałości szczątków człowiekowatych na świecie.
W latach 1934–1942 Gustav von Koenigswald (1902–1982) prowadził prace, później kontynuowane m.in. przez Sastrohamidjojo Sartono i Teuku Jacoba (1929–2007), które zaowocowały odkryciem wielu skamieniałych szczątków człowiekowatych. Znaleziono tu szczątki Homo erectus (oznaczone jako Sangiran 27 i Sangiran 31) datowane na 1,6 mln lat oraz megantropa (Meganthropus).
W 1996 roku stanowisko Sangiran zostało wpisane na listę dziedzictwa kulturowego UNESCO.

## Opis
Stanowisko paleoantropologiczne Sangiran znajduje się ok. 15 km na północ od miasta Solo w Jawie Środkowej. Sangiran obejmuje obszar 5,600 ha na terenie czterech kecamatanów: Gemolong, Kalijambe i Plupuh (w kabupatenie Sragen) oraz Gondangrejo (w kabupatenie Karanganyar).
Geologicznie jest to kopuła z materiałem od późnego i środkowego pliocenu do czasów obecnych obejmującym okres 2,4 miliona lat.
Obszar, zamieszkały przez ostatnie 1,5 miliona lat, jest jednym z najbardziej znaczących stanowisk dla badań nad antropogenezą. W latach 1889–2003 na terenie Indonezji odkryto 197 szczątków człowiekowatych, z czego 152 w Sangiran. Znaleziono tu 60 skamieniałych szczątków Homo erectus, co stanowi ponad 50% wszystkich odkryć szczątków tych człowiekowatych na świecie. Szczątki Homo erectus oznaczone jako Sangiran 27 i Sangiran 31 datowane są na 1,6 mln lat.
Znaleziono tu również wiele pozostałości narzędzi kamiennych sprzed 800 tys. lat z okresu paleolitu, m.in. narzędzia otoczakowe i rozłupce wykonane z chalcedonu i jaspisu.
W 1996 roku stanowisko Sangiran zostało wpisane na listę dziedzictwa kulturowego UNESCO.

## Historia odkryć

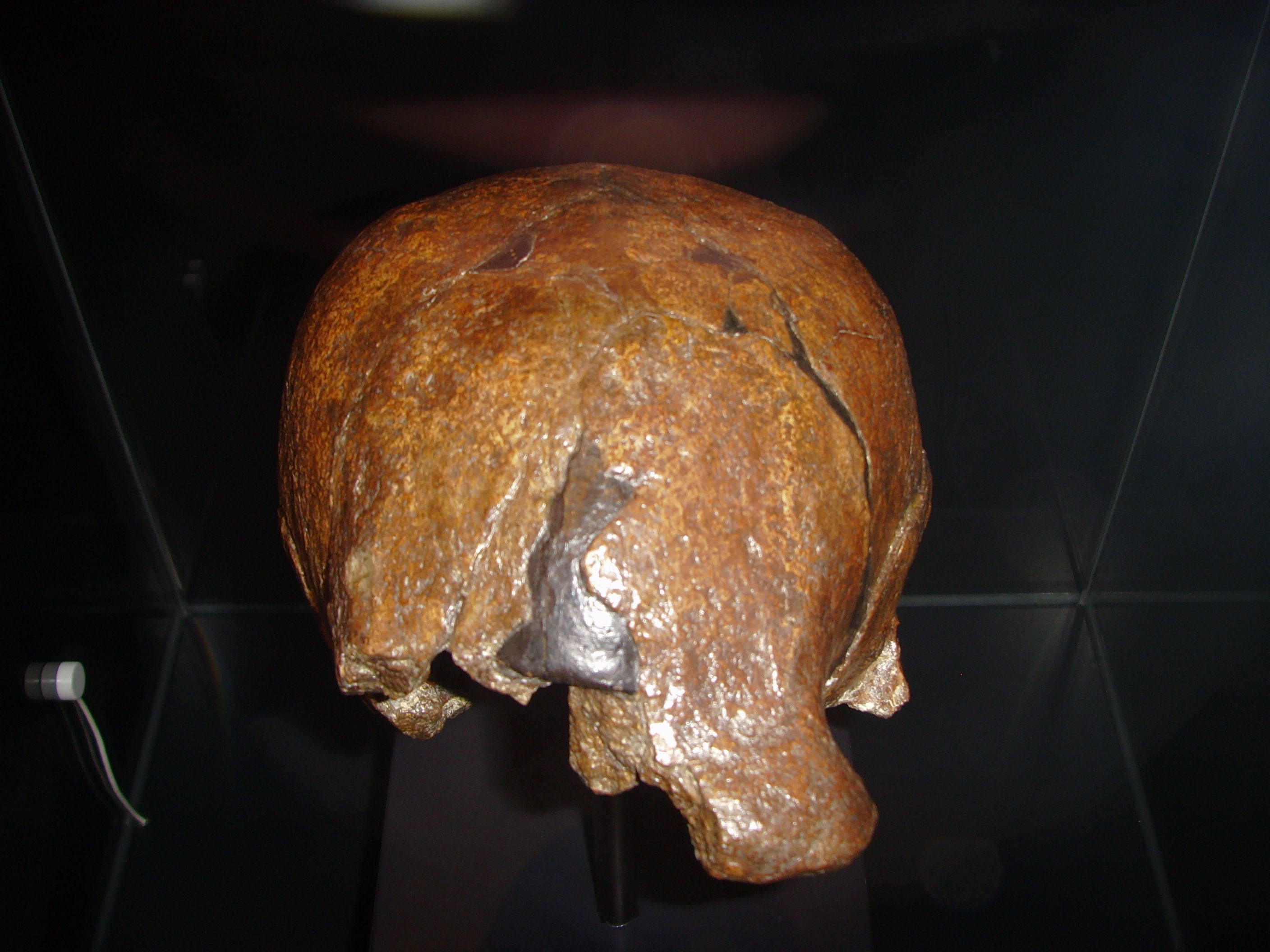
Część czaszki Homo erectus, oznaczona Sangiran 2, znaleziona przez Gustava von Koenigswalda w 1937 roku w Sangiran, Senckenberg Museum, Frankfurt nad Menem

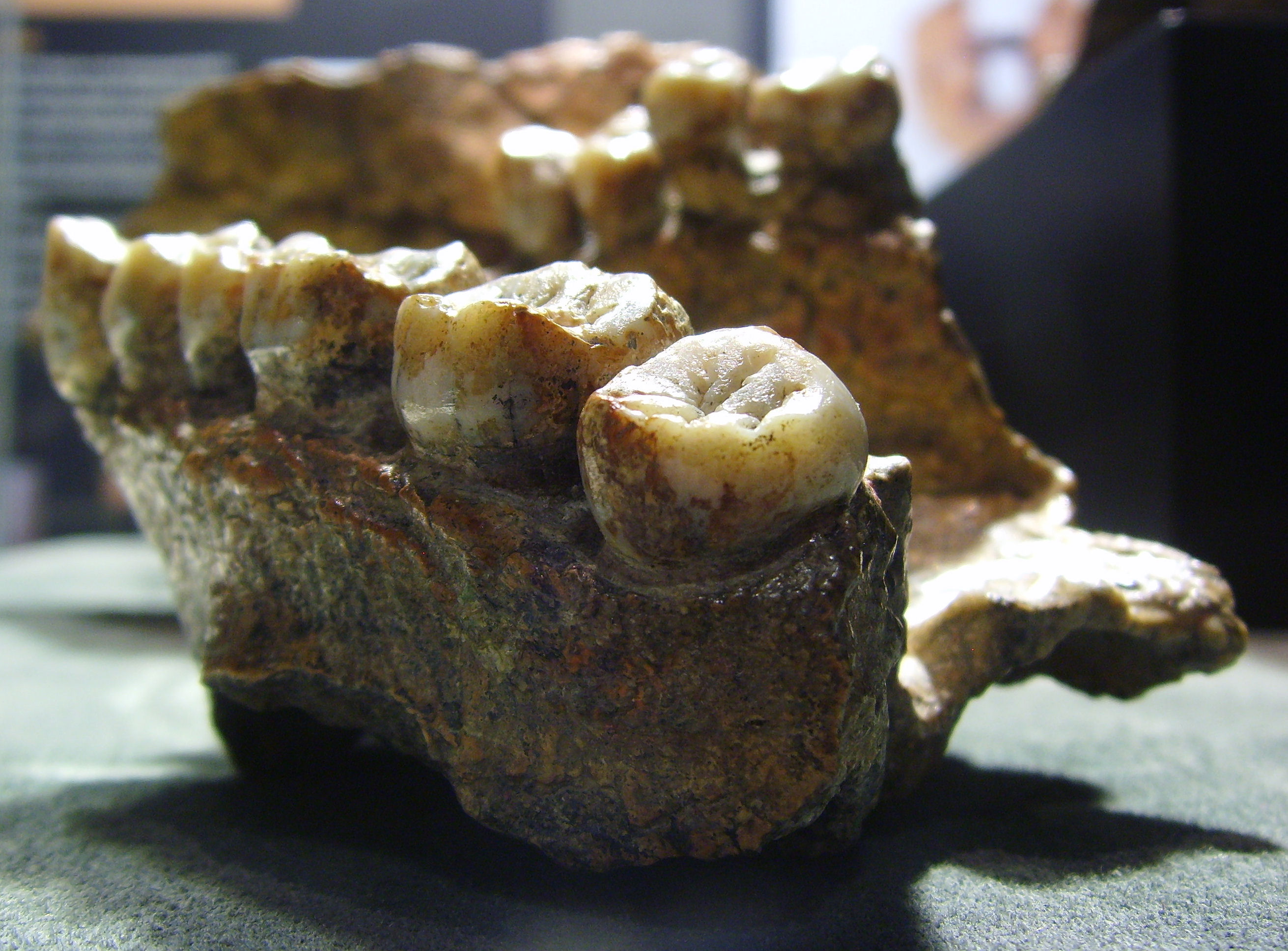
Szczęka Homo erectus, tzw. Sangiran 4, znaleziona przez Gustava von Koenigswalda w Sangiran, Senckenberg Museum, Frankfurt nad Menem

Pierwsza wyprawa do Sangiran miała miejsce w 1893 roku pod przewodnictwem holenderskiego antropologa Eugène’a Dubois (1858–1940), który dwa lata wcześniej odkrył szczątki Homo erectus w pobliskim Trinil.
W 1934 roku w wiosce Ngebung niemiecko-holenderski antropolog Gustav von Koenigswald odkrył narzędzia z paleolitu, co zainspirowało go do dalszych prac w regionie (1936–1941), które zaowocowały odkryciami kolejnych szczątków Homo erectus oraz megantropa. W 1937 roku von Koenigswald odkrył część czaszki Homo erectus, oznaczoną jako Sangiran 2. W 1939 – części czaszki, oznaczone jako Sangiran 4, holotyp Pithecantropus dubius, a w 1941 roku holotyp Meganthropus palaeojavanicus (Sangiran 6).
Kolejne badania paleoantropologiczne i geologiczne przeprowadzono w latach 60. XX wieku. W 1969 roku indonezyjski badacz Sastrohamidjojo Sartono znalazł prawie kompletną czaszkę Homo erectus, znalezisko oznaczono Sangiran 17.
W 1977 roku Gadjah Mada University z Yogyakarty założył tu ośrodek badań paleoantropologicznych. Kolejnych odkryć szczątków człowiekowatych dokonali w 1989 roku naukowcy indonezyjscy i francuscy z paryskiego Musée de l’Homme. W 1988 roku założono tu muzeum, a prace badawcze są nadal kontynuowane.